# 喧嘩停止令
喧嘩停止令（けんかちょうじれい）は、中世日本において制定されていた農民の武力行使を制御することを目的とした法令。豊臣秀吉が制定した「秀吉の喧嘩停止令」と、徳川秀忠・徳川家光らが制定した「徳川の喧嘩停止令」がある。

## 概要
豊臣秀吉が制定した喧嘩停止令は、様々な文献からの「判例」という形で、そうした法令が存在していた事実を示すに留まっており、具体的にどのような法令でいつ制定されたのかに関しての詳細はわかっていない。こうした判例が用いられた最も古いものは1587年（天正15年）の春であり、1588年（天正16年）に制定された刀狩令や海賊停止令よりも前に成立していた可能性がある。
秀吉の刀狩令には全ての農民の武器を没収することが表明されていたが、実際には武器の所持を禁じたというよりも帯刀権や武装権の規制という形が主で、村々には多くの武器が留保されていた。武力を行使した騒乱の可能性は内在したままであり、そうした前提のもとに騒乱を禁止する目的法として喧嘩停止令が制定されていたと考えられている。
徳川秀忠の喧嘩停止令が制定されたのは1610年（慶長15年）2月で、発生していた判例から判断するに秀吉の喧嘩停止令を成文法として継承したものであったと考えられている。
徳川の喧嘩停止令は徳川家光の時代の1635年（寛永12年）10月に再令として定められ、徳川の基本法の位置を占めるようになった。家光の喧嘩禁止令は、徒党禁令から持ち込まれた法令が従来法に加わった上で定められた。
喧嘩禁止令の制度は繰り返し公布されることで次第に村々へと浸透して行き、武力行使の自粛につながっていった。